# 第十次五カ年計画
第十次五カ年計画（だいじゅうじごかねんけいかく）は、中国の五カ年計画で第10番目のもの。中国語では「十五」と略す。期間は2001年から2005年まで。

## 概要
この時期に経済が大幅に発展し、中国が世界経済の成長を牽引する新興国となる基礎を築いた一方、環境改善を目指したのが逆に悪化するなど、社会問題の深刻化も招いた。